# RS-860
Pour les articles homonymes, voir Route 860.
La RS-860 est une route locale du Nord-Ouest de l'État du Rio Grande do Sul sur le territoire de la municipalité de Selbach et remontant au nord-est du centre-ville de celle-ci sur 15 km.